# Мешовите борилачке вештине
Мешовите борилачке вештине (енгл. mixed martial arts, MMA), познатије као вале тудо, слободна борба, ултиматна борба и слободна борба, је модерни борилачки спорт у којем се користе технике разних борилачких вештина. У историји човечанства свака од древних цивилизација имала је једну своју вештину борења „голим рукама“, тј. без оружја (рвање, ударање итд). Највероватније је прапочетак мешовитих борилачких вештина у грчком спорту тог времена, под именом панкратион. Грци су 648. године пре нове ере, спорт панкратион увели на Олимпијске игре. Реч панкратион је комбинација две грчке речи пан, која значи „све”, и кратос, која значи „моћ” или „снага”. У питању је прилично добар опис самог спорта, пошто је у питању била комбинација хеленског бокса и рвања. Спорт је имао само два правила: без уједања и копања очију, мада су и ове технике биле дозвољене код Спартанаца. Мечеви су се завршавали једино ако би један од такмичара остао без свести, или ако би се предао подизањем руке. Често би ове борбе трајале сатима, а понекад су се завршавале смрћу једног, или оба такмичара. Овај спорт је постао најпопуларнији догађај на Олимпијади, и у читавој Грчкој.
Прва документована употреба термина мешовите борилачке вештине је била у прегледу догађаја UFC 1, који је написао телевизијски критичар Хауард Розенберг 1993. године. Термин је стекао популарност кад је newfullcontact.com, један од највећих сајтова који покривају овај спорт, поново објавио тај чланак. Води се текућа дебата о томе ко је заправо сковао овај термин. Током раног 20. века, разна такмичења мешовитог стила су се одвијала широм Јапана, Тајвана, и у земљама четири азијска тигра. У Бразилу је постојао спорт под именом вале тудо, у коме се борци из различитих стилова боре уз мали број или без правила. Породица Грасија је била позната по промовисању вале тудо мечева, као начина промовисања њиховог сопственог бразилског џијуџицу стила.

## Панкратион
Борбе су се одржавале у арени, или у рингу који је био квадратног облика, дужине од 3,5 - 4m, што је чињено јер је фаворизована борба прса у прса. Борба је имала и судију који је био опремљен прутом или палицом којом је спроводио правила, које су често бивала кршена. Технике које су се употребљавале биле су ударци рукама, ногама, лактовима и коленима, полуге и дављења. Користили су се и ударци ногом у ноге, препоне и стомак. Ударало се у стојећем ставу, мада је већина борби у панкратиону завршавала на поду, где се и рвало и ударало. Борци су били познати по својим греплинг могућностима, и примењивали су велики број техника, као што су обарања, дављења, гушења, полуге. Гушење је било најчешћи узрок смрти у панкратиону.
Борци панкратиона древне Грчке су постајали хероји, и теме бројних митова и легенди. Позната је и легенда о Арихиону, Диоксипусу, Полидамосу, а чак се и за Херкула веровало да је борац панкратиона. Александар Велики је међу њима тражио војнике, јер су њихове вештине у ненаоружаној борби биле легендарне. Многи од њих су са Александром освајали Индију 326. п. н. е. То се сматра почетком азијских борилачких вештина, које већином своје корене налазе у Индији тог времена. Панкратион је прва забележена форма онога што ће касније бити познато као мешавина борилачких вештина, и нешто најдаље у чему је било које друштво дошло у дозвољавању голоруког борења без правила.
Са јачањем Римског царства опада популарности панкратиона у Грчкој, а овај вид борења бива замењен Гладијаторским борбама. Знатно касније, рвање и бокс су постали доминантни спортови на Западу, док су традиционалне борилачке вештине цветале у Азији. Овако стање је остало вековима.
Модерна ММА такмичења имају дуг историјат, који се пружа чак до 1800-их година када су се рвачи који су представљали велики број стилова који су укључивали џијуџицу, catch-as-catch-can (ухвати-како-можеш), collar-and-elbow (крагна-и-лакат), грчко-римски и многи други, састајали на турнирима и ревијалним борбама широм читаве Европе. Ипак, популарност професионалног рвања је нестала након Првог светског рата, да би се након неког времена појавила у два главна правца: „шут“ (shoot), у којем су се борци заиста такмичили, и „шоу“ (show) који се у великој мери заснивао на кореографији и театру, који се касније развио у модерно професионално рвање.
Савремени ММА највише води порекло од такмичења без правила вале тудо која су постала популарна у Бразилу почетком XX века. Овај спорт је међународни успех постигао тек од 1993. кроз УФЦ турнире (Ultimate Fight Championship), које је у САД покренуо Рорион Грејси.
Почетком 1900-их у Бразилу се одржавају борбе без правила, под називом вале тудо (све дозвољено). У то време је било пуно јапанских досељеника који су у Бразилу вежбали џудо и џијуџицу. Најпознатији, али не и једини, представници џијуџицуа тог времена, били су чланови фамилије Грејси - Карлос и Хелио Грејси, који су допринели развоју и популаризацији бразилског џијуџицуа, као основе вале тудо борби.

## Вале Тудо борбе
Фамилија Грејси је била успешна у већини тадашњих вале тудо борби, све док им почетком 2000. један јапански борац није задао проблема. Након популаризације УФЦ турнира у САД, Јапан је започео серију вале тудо турнира под именом Прајд ФЦ (Pride FC), а један борац на свом самом почетку привукао је пажњу свих. Био је то Казуши Сакураба. Сакураба није био тада познат борац, али је био креативан и искусан. Сакураба је представљао јапански стил рвања, који се у много чему разликује од америчког рвања. Највећа разлика је та што јапанско рвање има изванредно знање у завршницама у партеру. Стил рвања који је Сакураба примењивао, изгледао је скоро као џијуџицу, а и постоје тврдње да га је Сакураба упоредо тренирао. Нека истраживања су доказала да је Сакурабу тренирао носилац црног појаса у бразилским џијуџицу, Серђо Пења.

## Безбедност
Такмичења у мешовитим борилачким вештинама су се драматично променила од првог Ултиматног борилачког шампионата 1993. године, посебно са увођењем Јединствених правила мешовитих борилачких вештина. И даље постоји мали број података о повредама које се дешавају у овим спортовима, а забринутост у погледу безбедношћу остаје и даље. Систематски преглед из 2014. је закључио да је стопа учесталости повреда у МБВ већа него у већини, ако не и у свим другим популарним и уобичајено практикованим борилачким спортовима.

### Стопе повреда
У мета-анализи доступних података о повредама у МБВ из 2014. године, стопа инциденције повреда је процењена на 228,7 повреда на 1000 изложености спортиста (једна изложеност спортиста је дефинисана као један спортиста који учествује у једној борби). Процењена стопа инциденције повреда у МБВ је већа него у другим борилачким спортовима са пуним контактом као што су џудо (44,0 повреда на 1000 изложености спортиста), теквондо (79,4 повреда на 1000 изложености спортиста), аматерски бокс 77,7 повреда на 1000 изложености спортиста), и професионални бокс (118,0–250,6 повреда на 1000 изложености спортиста).

### Повреда мозга и хронична трауматска енцефалопатија
Обарање особе у несвест или чак изазивање потреса мозга може изазвати трајно оштећење мозга. Не постоји јасна подела између силе потребне за нокаутирање особе и силе која ће вероватно убити особу. Такође, контактни спортови, посебно борбени спортови, директно су повезани са болешћу мозга која се зове хронична трауматска енцефалопатија, скраћено ХТЕ. Ова болест почиње да се развија током живота спортисте, а наставља да се развија и након престанка спортске активности. Поред тога, понављајући и подпотресни ударци у главу, а не само потреси, изазивају ХТЕ.